# François-Désiré Mathieu
François-Desiré Mathieu (ur. 28 marca 1839 w Einville, zm. 26 października 1908 w Londynie) – francuski duchowny katolicki, członek Akademii Francuskiej, kardynał.

## Życiorys
Uczył się w niższym seminarium w Pont-à-Mousson, następnie wstąpił do seminarium w Nancy. Święcenia kapłańskie otrzymał 30 maja 1863. Wykładał w niższym seminarium, które sam wcześniej ukończył. Jego przedmiotami była historia i literatura. Nauczał tam w latach 1860–1879. Od 1879 do 1890 był kapelanem sióstr dominikanek. W 1890 został proboszczem w Pont-à-Mousson.
19 stycznia 1893 otrzymał nominację na biskupa Angers. Konsekrowany w katedrze w Angers przez kardynała Guillaume Meignan, arcybiskupa Tours. Trzy lata później awansował na urząd metropolity Tuluzy. Na konsystorzu z czerwca 1899 otrzymał kapelusz kardynalski. Papież Leon XIII poprosił go by rezydował w Rzymskiej Kurii, a rządy w archidiecezji sprawował za pomocą biskupa pomocniczego. Ten jednak zrezygnował całkowicie z arcybiskupstwa Tuluzy w listopadzie 1899. Brał udział w konklawe 1903. W latach 1905–1906 Kamerling Świętego Kolegium Kardynałów. 21 czerwca 1906 został członkiem elitarnej Akademii Francuskiej. Napisał wiele prac historycznych, m.in. na temat konkordatu z Francją w 1801 roku. Zmarł nagle, kiedy brał udział w Kongresie Eucharystycznym w Londynie. Pochowany na cmentarzu w Nancy.